# Toni Oliveira
António José Cardoso de Oliveira, również Toni lub Toni Oliveira (ur. 9 października 1982 w Lizbonie) – portugalski piłkarz występujący na pozycji środkowego obrońcy, trener piłkarski.
Jego ojciec, znany jako Toni, również był piłkarzem.